# Dominic Bruce

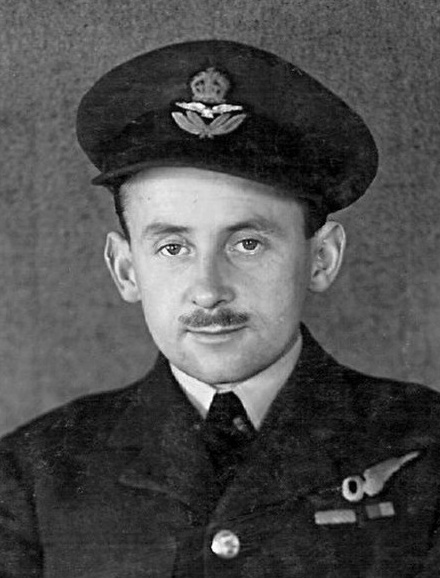
Dominic Bruce (vóór 1941)

Dominic Bruce (7 juni 1915 – Richmond (Surrey, Engeland), 12 februari 2000) was een Britse officier bij de RAF. Hij werd bekend om de welgeteld zeventien vluchtpogingen uit de gevangenis van de Oflag IV-C Colditz van de Nazi's gedurende de Tweede Wereldoorlog. Deze vluchtpogingen waren zonder succes: ondanks zijn inventiviteit werd hij steeds weer opgepakt.

## Levensloop
Bruce werd op 7 juni 1915 in Hebburn, Noord-Engeland, geboren. Zijn oudere broer Thomas was broeder van de Christelijke Scholen. Hij had ook een jongere zuster en broer. Hij was avontuurlijk, liep een keer weg van huis en spijbelde regelmatig. Zijn ouders hadden geen geld om hem te laten studeren.
In 1935 kwam hij als navigator bij Nr 9 Squadron RAF. Nadat hij op 6 oktober 1938 een tweede crash had overleefd, kreeg hij de Air Force Medal (AFM).

### Oorlogsjaren
Op 9 juni 1941 werd hij in een Wellington bommenwerper neergeschoten boven de Noordzee. Hij werd bij Zeebrugge door Duitsers gered en naar Oflag IX-A/H Spangenberg gebracht, waar vooral Britse gevangenen zaten. 

### Colditz
Nadat Dominic Bruce had geprobeerd om verkleed als Rode Kruis-arts uit Kasteel Spangenberg te ontsnappen werd hij overgeplaatst naar Oflag IV-C Colditz, waar hij op 16 maart 1942 aankwam. Zes maanden later, op 8 september, slaagde hij erin om te ontsnappen. Op die dag kregen de gevangenen bevel hun persoonlijke bezittingen in dozen te doen. Bruce werd in een doos verpakt samen met aan elkaar geknoopte lakens met een lengte van 12 meter en naar de opslag op de derde verdieping gebracht. Die nacht verdween hij door het raam. Een week later werd hij opnieuw gearresteerd toen hij in Danzig aan boord van een Zweeds schip probeerde te komen. Hij werd daarna acht maanden in een isolatiecel gezet.
Op 14 april 1944 slaagde hij erin aan de noordkant van het kasteel tralies door te zagen, maar dat werd ontdekt. Op 16 juni probeerde hij met enkele medegevangenen te ontsnappen via het riool, maar dat werd ook ontdekt.

### Na de oorlog
Na zijn demobilisatie ging hij in Oxford studeren aan het Christ Church College, waar hij in 1949 zijn Bachelor in moderne geschiedenis haalde en in 1953 zijn Masters. Hij gaf les aan de Bristol University. In 1953 werd hij schoolhoofd van het Richmond Technical Institute. In 1962 was hij medeoprichter van het Kingston College for Further Education.
Bruce en zijn vrouw Mary Brigid kregen zes zonen en drie dochters. Hij overleed op 12 februari 2000 in Richmond (Surrey).

## Onderscheidingen
- Paus Johannes Paulus II onderscheidde Bruce met de Orde van Sint-Gregorius de Grote (KSG).
- Koningin Elizabeth benoemde hem tot Officier in de Orde van het Britse Rijk(OBE).

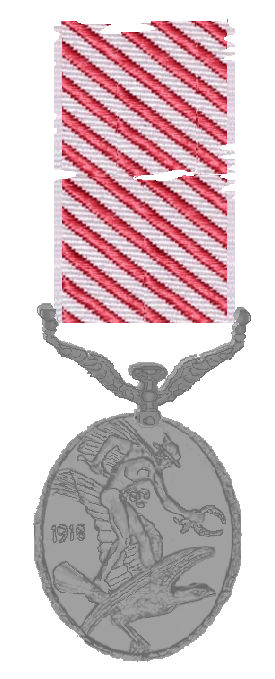
Air Force Medal, 1938
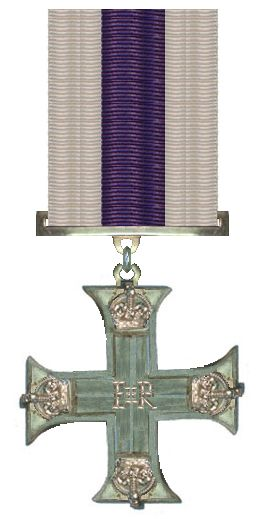
Military Cross, 1946
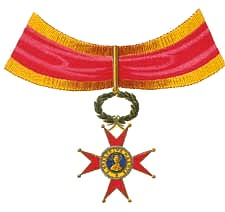
Gregoriusorde
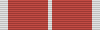
OBE